# Muzeum Stolarstwa i Biskupizny w Krobi
Muzeum Stolarstwa i Biskupizny w Krobi – muzeum położone w Krobi (powiat gostyński). Placówka jest prowadzona przez Fundację Ziemi Krobskiej im. prof. Rajmunda Teofila Hałasa.

## Charakterystyka
Muzeum mieści się w fabryce mebli, wybudowanej w 1922 roku przez Teofila Hałasa, ojca Rajmunda Hałasa i działającej do 1989 roku. Wewnątrz zachowano wystrój i wyposażenie zakładu stolarskiego, pochodzące częściowo z XIX wieku. Oprócz narzędzi stolarskich i ciesielskich, można zobaczyć m.in. silnik gazowy firmy Deutz AG, używany do 1957 roku oraz dwa wodne piece fornirskie. Całość kolekcji uzupełniają liczne dokumenty, związane z funkcjonowaniem zakładu.

W budynku znajduje się również Izba Biskupiańska, w której eksponowane są zbiory etnograficzne z terenu Biskupizny: stroje ludowe, przedmioty codziennego użytku i rękodzieła, pamiątki.

Poza wystawiennictwem placówka prowadzi działalność edukacyjną i warsztatową.
Zwiedzanie muzeum jest możliwe po uzgodnieniu z Fundacją, wstęp jest płatny. 